# Анджела Алупей
Анджела Алупей  (рум. Angela Alupei, при народженні Тамаш (Tamaş), 1 травня 1972) — румунська веслувальниця, олімпійська чемпіонка.

## Виступи на Олімпіадах
| Олімпіада    | Дисципліна         | Місце |
| ------------ | ------------------ | ----- |
| Атланта 1996 | четвірка парна     | 10    |
| Сідней 2000  | легка двійка парна | 1     |
| Афіни 2004   | легка двійка парна | 1     |